# Hrvoje Miholjević
Hrvoje Miholjević, nacido el 8 de junio de 1979, es un ciclista croata, miembro del equipo Loborika. Ha sido Campeón de Croacia en Ruta dos veces. Su hermano Vladimir es también ciclista profesional del equipo Acqua & Sapone.

## Palmarés
1999
- 3º en el Campeonato de Croacia en Ruta

2000
- 3º en el Campeonato de Croacia en Ruta

2001
- Campeonato de Croacia en Ruta

 2002
- Porec Trophy 5

 2003
- 2º en el Campeonato de Croacia en Ruta

 2005
- 3º en el Campeonato de Croacia en Ruta

2006
- Campeonato de Croacia en Ruta

2007
- Coppa San Geo
- Gran Premio Capodarco

2008
- Giro del Friuli Venezia Giulia, más 1 etapa

2010
- Gran Premio Betonexpressz 2000